# ANGEL BULLET
『ANGEL BULLET』（エンジェル バレット）は、2004年（平成16年）10月1日にライアーソフトから発売されたアダルトゲーム。ライアーソフトの第12作目に当たる。

## ゲーム概要

### システム面
開拓時代末期のアメリカ西部を舞台に、行方知れずの父を捜して西部にやって来た新米ガンナーの少女と、奇妙な縁でタッグを組むことになった変態性癖持ちの牧師との道中を描くアドベンチャーゲーム。基本的にはオーソドックスなテキスト選択型アドベンチャーだが、主人公たちが遭遇する魔物たちとの戦いを表現するために「戦闘パート」が、また魔物を倒すために必要な魔力を充填するための「調教パート」が導入されている。
戦闘パートでは主人公のひとり、セーラを操って賞金首の魔物たちや敵対する勢力を撃ち倒す。操る…と言ってもガンアクションゲームのようにセーラを操作するのではなく、ターン制を採用したコマンドバトルによるものである。自ターン開始時に「Bullet（銃で攻撃）」「Miracle（MPを消費して魔法で攻撃）」などの行動を選択して敵にダメージを与え、HPを0にする事で撃破となる。
しかし敵もただ黙って撃たれている訳ではなく、「Interrupt」と呼ばれる反撃行動でセーラに対抗する。「Interrupt」されると「Bullet（銃で再攻撃）」「Miracle（魔法で再攻撃）」「Avoid（回避）」の3コマンドがビジュアライズされた形で出現し、前者2つを一定時間内に選ばないと攻撃が回避されたことになって敵にターンが移行してしまう。しかもコマンドを選んでも再び「Interrupt」されることもままあるため油断は禁物である。ただ、セーラも敵の攻撃に対する「Interrupt」が可能。「敵の攻撃を回避して逆に銃弾を叩き込む」ような事も出来るため、ターン制バトルながら臨場感のある戦闘が楽しめる。他にも（1ターン消費して）相棒クラウスの助言や応援や世迷い言を聞くことも出来、敵の弱点を突いて戦う必要がある時には重要なことも。
なお、一度倒した敵との戦闘パートはMPを消費することでスキップ出来るため、再プレイ時には便利。
調教パートでは魔物退治用の魔法行使に必要なMPを充填するため、セーラの相棒クラウスがあの手この手（土下座・泣き落とし・うんちくetc...）でセーラにお願いする。要はクラウスの性的興奮が高まるとそれが奇跡の力となり、セーラの持つ指輪に充填される…と言う訳で、そのために様々なプレイをセーラに頼み込むのだが、セーラも黙って要求(変態プレイ)を受け入れる訳はない。各プレイごとにセーラの「抵抗値」が設定されており、ダイスをふたつ振ってその値を超えなければ説得出来ない。なお「逆切れ」コマンドを使えばダイスが5つに増えるものの、次回のお願い時に抵抗値も大幅上昇してしまうため乱用は難しい。
成功すればイベントCGが表示され、MPも充填される（充填されるMP量はプレイの内容・レベルで変動）。もし説得に失敗しても少々ながらMPは補充される上、次回お願い時の抵抗値も軒並み下がるため、それほど失敗を気にすることなくチャレンジできる。

### 物語の舞台
セーラとクラウスは「フォート・ジョルディ (Fort Jordi)」と呼ばれるアメリカ西部にある架空の街を拠点とし、そこで受ける様々な依頼を通しての同じ賞金稼ぎたちとのいがみ合いや共闘をこなしつつ、セーラの父の情報を求めて西部の荒野を駆け回る。街で起こるイベントを選択することで、メインヒロインであるセーラ以外の3人のヒロインとのエンディングを迎えることも出来る。
物語前半はセーラとクラウスふたりの賞金首退治とドツキ漫才を中心に、アクの強い登場人物たちが織りなすギャグと笑いに満ちたストーリーが展開される。史実を元にしたキャラクターも相当数登場し、「魔物退治」と言うファンタジー要素溢れる世界観の中にもアメリカ・フロンティア時代末期の荒涼とした雰囲気と躍動感を与える作りとなっている。シナリオには、クラウスのやたら薀蓄を語りたがる性格もあり、台詞中の固有名詞も含めれば、相当量の小ネタがちりばめられている。
しかしセーラの父が残した足跡が明らかになりはじめ、死んだと思われていた西部開拓史実上の人物が「復活」して暗躍しはじめる物語後半からはコメディ色が薄れ、ある事件を機にクラウスが銃を握ることになる終盤からクライマックスに掛けてはシリアス一辺倒の殺伐とした物語が綴られる。また、インディアン（ネイティヴ・アメリカン）の少女、「飛び立つ鳥」をヒロインに選ぶと彼女の視点からアメリカ開拓史の暗部であるインディアンに対する暴虐や差別の様相が（淡々とではあるが）折り混ぜられ、物語に別の視点からの濃い陰影を加えている。

## ストーリー
1889年、アメリカの西部。
父の消息を求め旅立ったセーラ・ウィンタースは、そこが銃弾の効かない魔物が跋扈する人外魔境と化していることを知る。列車強盗から助けた縁で知り合った牧師、クラウス・スタージェスは魔物を倒す魔法の弾丸を作ることができたが、それには彼の「性的興奮」が必要であった。過去の出来事からEDになった彼を勃起させる方法は、マゾ行為を受けるという驚くべきものであった。

## 主要登場人物

### フォート・ジョルディに集う人々
セーラ・V・ウィンタース（Sara.V.Winters）
声：一色ヒカル
行方不明になった父親を求めて、東部から家出同然に西部に出てきた少女。血の滲むような練習の末、一流のガンファイターに成長した。ショットガンとリボルバーの二丁拳銃と、背中に背負ったカウボーイハットがトレードマーク。
クラウスと出逢ってからは、彼と一緒に西部を旅することになる。彼のボケに血を吐かせるような強烈なツッコミを入れるが、彼にとってはそれも「まんざらでもない」らしく、セーラを困惑させている。
白人としては珍しく、インディアンや黒人といったマイノリティにも差別感情を持っておらず、逆に彼らを差別する白人には嫌悪感をあらわにする。
彼女の西部の知識はダイムノヴェル（安価で低俗な大衆小説の通称）に基づいており、過去の英雄伝などには詳しいが、反面その他の教養には疎い。
クラウス・スタージェス（Klaus. Sturges）
声：なし
陰茎が勃起したときのみ神と対話ができる、異端派の牧師（公式ホームページ上では「神父」とされているが、作中は牧師である）。数年前、ある事件を契機にEDになり、神の声が聞こえなくなるが、セーラと出会ったことでマゾ性に目覚め、能力を取り戻す。セーラは、クラウスによって魔力を注入された指輪を使って弾丸に魔力を込め、魔物を倒す。
本作に登場する数少ないインテリの一人であり、聖句については、章・節にいたるまで引用できる。その他一般知識についても深い教養を示すが、反面知らない知識でも、それっぽく説明して誤魔化してしまう癖がある。
性格はだいたいにおいて真面目で冷静かつ小心者。直情径行でオーバーヒートしがちなセーラのなだめ役に回ることも多い。セーラに殴られ罵られることに「目覚めて」しまっていることに加えて、自らが信ずる教義と併せてセーラの前ではその変態っぷりを遺憾なく発揮する。しかしその教義が異端である事も重々承知しているようで、セーラ以外にはその教義をひた隠す用心深い一面もある。
スーザン・M・マクグラレン（Susan.M.McGlaren）
声：野月まひる
けだるい雰囲気を漂わせる、赤いロングヘアーとそばかすが特徴の女賞金稼ぎ。愛称は「スー」。フォート・ジョルディにはある男を捜しにやってきた。登場人物の中ではバストが大きい方である。カリフォルニア訛りのある英語(日本語テキスト上は関西弁風)で喋る。
外見からは想像もつかないが、銃の腕は超一流で、ライフルによる遠距離射撃を得意とする。反面自分の天才性に対する自覚が乏しく、「何でこんな事ができないの」などと無神経な発言をして敵を作ることもしばしば。
ストーリーの展開によっては、クラウスとの間に二人の子をもうける。
パール・ヤンガー（Pearl Younger）
声：草柳順子
西部のロビンフッドと謳われた「ジェシー・ジェームズギャング団」の幹部、コール・ヤンガーと女アウトロー、ベル・スタアの娘。両親と違い暴力を嫌う心優しい少女。生後すぐに両親と生き別れており、顔も知らぬ父に淡い憧れを抱いて育った。
逮捕後、政府のエージェントとしてアンデッド狩りをする父を、経理面でサポートするためともに行動することとなったが、無法者を絵に描いたような父に振り回されている。
なお、『ある史実』でもコール・ヤンガーとベルとの間には、実際にパールという名の娘がいた。
飛び立つ鳥（とびたつとり）
声：かわしまりの
マントの下にシャーマンの衣装をまとう、インディアンの少女。物静かで、達観したような性格をしているが、虚を突かれたり照れたりすると、年相応の少女の表情を見せる。
すでに部族は居留地に移住させられたが、彼女だけは近年巷を騒がせ始めた霊（祖霊）たちを鎮めるため残った。現在の西部では霊を鎮めることは賞金首を捕らえることと同義であるため、銃を扱わない彼女だが賞金稼ぎとして食べるには困っていない。
コール・ヤンガー（Cole Younger）
声：尾崎淳
賞金稼ぎ。「西部のロビンフッド」といわれた南軍ゲリラ「ジェシージェームズギャング団」(本人は「ジェームズヤンガー」団と称する)元幹部にして伝説のガンマン。
パール・ヤンガーの父。妻の面影がある娘を溺愛しており、娘には頭が上がらない一方、彼女に近づく男には全く容赦しない。
逮捕後終身刑を言い渡されて服役していたが、西部の魔界化により、事態解決のため一時釈放され、減刑と引き換えに政府のエージェントとして働くこととなる。
年はとってもその腕は衰えておらず、他のガンマンたちからも一目置かれる存在。
ピート・セダー(Pete Sedar)
声：真田雪人
フォート・ジョルディにある酒場のマスター兼保安官。自らの酒場に「オスカー・ワイルド」と名付けるほど彼に心酔する、オネエ言葉も強烈なオカマ。しかし西部の荒くれどもが集う酒場を仕切り、保安官も兼ねる経験と胆力は伊達ではない。同じマイノリティの境遇故か、インディアンに対しても蔑視することなく普通に接している。クラウスを(性的な意味で)狙っているようで、折りに付けてはアプローチを掛けている。
ステファニー・D・テイラー(Stephanie.D.Taylor)
声：杉山亜以
「オスカー・ワイルド」の2階に娼館を構えるマダム。さっぱりとした性格で、EDに悩むクラウスに何かと世話を焼く。最近はカタログショッピングにハマっている。
ヘレナ・P・ブラヴァッキー(Helena.P.Blavatsky)
声：杉山亜以
ロシア生まれの神智学者。フォート・ジョルディにセーラたちと同時期に来訪し、神智学を駆使して開発した魔物退治のグッズを格安で賞金稼ぎに売るなどして彼らをサポートしている。魔物退治を狙う賞金稼ぎの間では相当に名の知れた存在らしい。
長い黒髪も艶やかな、外見も30代ほどのマダムで柔らかな物腰。しかしその知性や雰囲気には底知れないものを感じさせる。
ノーザンベル(Northern Bell)
声：QUE
白いタキシードをまとい、肩に鳩を止まらせ看板を背負う怪しげなガンマンで、ある目的のために西部に来た。風体や言動は全く賞金稼ぎらしくないが、銃の腕は確か。特に早撃ち(クイック・ドロー)を得意とする。賞金稼ぎとしても相応の修羅場を切り抜けているようで、厳しい事態にも冷静に出来る能力の持ち主。
カトリーナ・クレーン（Katrina Crane）
声：森永ゆう
連邦保安官補。元ニューヨーク市警の敏腕捜査官で現在は連邦保安官の祖父・イカボッドの介護をしながら、西部を旅する少女。「銃こそ正義」という西部の風習に真っ向から反対し、常に科学的なアプローチで解決を試みる。公式サイト等の人物紹介によると、秘密道具を使う設定があったようだが、ゲーム中には、白熱電球をバッテリーに繋いだ懐中電灯の他は登場しない。
ウィリアム・ジャクソン (William Jackson)
声：山田善広
魔物をはじめとする怪異退治を専門にする、第33騎兵隊の隊長。副官の黒人青年、マイルズを初めとする騎兵隊を伴って西部に派遣されてきた。金髪碧眼の端正な容貌を持つ白人。決して無能ではないが高慢で少々酷薄な性格をしており、インディアンや賞金稼ぎに対する差別意識を露わにする。
ハリエット・ハリスン (Harriet Harrison)
声：中家菜穂
フォート・ジョルディに観光目的でやって来た世間知らずなお嬢様。おっとりとした喋り方とマイペースな行動で周囲を脱力させる。金髪碧眼の美貌と相俟っていかにも悪党のカモになりそうだが、東部からボディガードも相当数お供に連れてきているらしく平穏無事に観光を楽しんでいる。シナリオ後半では、ベンジャミン・ハリソンの隠し子であることが判明する。
ケイト・クラム (Kate Klum)
声：かとうまどか
とある事件でセーラたちと知り合った、新聞記者志望の男装少女。快活だが生真面目な性格で、新聞発行人であった父の跡を継いで西部一のクオリティ・ペーパー（高級紙）を目指すが、西部での新聞に求められている記事の内容が理想と乖離していることに悩んでいる。セーラ編のラストでは、シカゴにビルを構える新聞社になっていることが確認できる。
デビッド・メイザー (David Mazer)
声：真田雪人
フォート・ジョルディにやって来た巡回牧師。牧師だがオカルト知識に長け、時折セーラたちに助言をすることも。アッシュブロンドの髪に、牧師らしい穏やかな物腰の持ち主。後に意外な人物とのつながりが判明する。

### 敵対する人々
ビリー・ザ・キッド（Billy the Kid）
声：尾崎薫
西部を代表するアウトローの一人。21歳で死ぬまでに21人の男を殺してきた。史実どおり1881年パット・ギャレットにより暗殺されているが、ゲオルグの秘術により魔人として復活。生前の壮絶な銃技に加え、魔人としての超絶な肉体と不死性を得たことで、さらに恐るべきガンマンとして甦った。劇中セーラに何度も倒されるが、そのたびに甦る。
ゲオルグの指令どおり鍵となる娘たちを次々と殺害。切り裂きジャック事件は彼が引き起こしたことになっている。
吸血鬼すら魅了する美貌を持つが、復活が完全でない下あご部分はマフラーで隠している。表情一つ変えずに人を殺害する酷薄さを持つ反面、多少のことで激昂する感情の不安定さがある。
本名ウィリアム・ボニー。本人は気に入っていないようで、ジェシー・ジェームズは彼を揶揄するときによくこの名前で呼んでいる。
カラミティ・ジェーン（Calamity Jane）
声：尾崎薫
単身西部を渡り歩く、凄腕の女ガンマンで、男装している。ゲオルグの秘術により復活した魔人の一人。
過去にスーと同じ男を愛し、復活の代償として彼の復活を望む（なお、恋人の名前は作中では明らかにされていない）。その因縁から、最終決戦ではスーと対決することになる。
余談だが彼女のモデルとなった人物の死去は1903年のため、劇中(1889年)の時点では生存している。
ジェシー・ジェイムズ（Jesse James）
声：山田善広
「西部のロビンフッド」と謳われた南軍ゲリラ「ジェシージェームズギャング団」幹部。史実どおり死亡しているが、ゲオルグの秘術により魔人として復活した。肉体能力は若くして死んだとき以上で、かつての盟友コール・ヤンガーを苦しめる。
コール・ヤンガーら一味の者が逮捕されたとき、一人逃げのびたことをコールに恨まれている。
ピンカートン探偵社に追い詰められた恨みがあるためか、アラン・ピンカートンを魔人化させた。
テクムセ (Tecumseh)
声：尾崎淳
インディアン・ショーニー族の酋長。魔界と化しつつある西部をさすらう。魁偉な容貌と聡明な雰囲気を併せ持つ。

### その他の登場人物
ジョージ・ウィンタース(Geroge Winters)
声：尾崎淳
セーラの父。西部で行方知れずとなっている。彼が残した足跡を辿るうち、彼には怪しげな人物たちと何らかの関わりがあった事をセーラとクラウスは知ることになる。
ジェシカ (Jessica)
声：赤波智
物語の数年前、行き倒れていたクラウスを助けた命の恩人である女性。フォート・ジョルディとは別の街で教師をしていた。人種などにとらわれず分け隔て無く接することが出来る、明るさとパワフルさと母性を持ち合わせたクラウスの憧れのひと。とある事件で命を落としてしまう。
グレートチーフけーこ
声：なし
周辺インディアンの尊崇を集めるグレートチーフ。ライアーソフト作品にほぼ必ず登場するキャラクター「けーこちゃん」であり、眼鏡をかけた後姿のみで登場する。今回の事件の裏についても何か知っているそぶりを見せる。

## スタッフ
- 企画・原案：天野佑一
- シナリオ：天野佑一、桜井光、睦月たたら
- 原画・キャラクターデザイン：文倉十
- 音声：イエローテイル・ロックンバナナ
- 音楽：ノーブランドサウンズ
  - 挿入歌：「Angel Bullet! 〜run through the dark〜」
  - エンディングテーマ：「I'll go there where you are」
    - 作曲：ノーブランドサウンズ
    - 作詞：桜井光
    - 歌：かわしまりの

## 開発
本作は、「マゾヒストの男性を主人公にしたゲーム」の企画として出されたが、ライターから西部劇にしてもよいかという質問に対する否定の理由がなかったため、西部劇の要素が加えられた。
ライアーソフトのスタッフである山原久稲は、西部劇という要素を付け加えた理由について、「『行殺・新選組』・『サフィズムの舷窓 ～The case of H.B.Polarstar～』・『PINKPANZER』は、それぞれのジャンルが売れないからとショップから難色を示されたため、もう一つ売れないであろう『西部劇』でもやりたいと考えた。また、西部劇はガンマンやサボテンといったイメージがあるため、文章で説明をする必要がなく、キャラクターとシナリオの描写を強化できると考えた」と、Galge.comとのインタビューの中で述べている。
土下座システムは、前作『Forest』でエロ要素が薄かったことへの反省として導入した。
本作の声優は、とりあえず新作に出たい者を集めてオーディションを実施し、11人が選ばれ、そのあと11人分のキャラクターが作られた。
劇中音楽は『Forest 』に引き続いてノーブランドサウンズが担当。バンジョーとアコースティック・ギターに彩られた軽快なメロディから口笛で奏でられる哀愁漂うメロディまで、西部劇の世界観に相応しい音楽が作られた。

## 関連商品
本作品をノベライズしたライトノベルが角川書店・角川スニーカー文庫より発売されている。全1巻。
エンジェルバレット ISBN 4-04-471102-X
原作：ライアーソフト / 作：相島巻 / イラスト：吉田音